# Ardila
 (avril 2025).
Si vous disposez d'ouvrages ou d'articles de référence ou si vous connaissez des sites web de qualité traitant du thème abordé ici, merci de compléter l'article en donnant les références utiles à sa vérifiabilité et en les liant à la section « Notes et références ».
L'Ardila est une rivière, d'une longueur de 166 km, affluent du fleuve Guadiana, dont une partie du cours sert de frontière entre l'Espagne et le Portugal.

## Sources
- (en) Cet article est partiellement ou en totalité issu de l’article de Wikipédia en anglais intitulé « Ardila River » (voir la liste des auteurs).
- Rute Mato. El Paisage Transfronterizo del Río Ardila. In: León, H. (Eds.), Cultura de frontera, memoria y património cultural – De la Raya Hispano/Portuguesa y outras fronteras (pp. 109-122). Colección: Análisis y Crítica Social 20, Editorial Comares, Granada, 2023  (ISBN 9788413695280). Résumé en ligne